# زاميا فرشافلتية
زاميا فرشافلتية (الاسم العلمي:Zamia verschaffeltii) هي نوع من النباتات تتبع جنس الزاميا من الفصيلة الزامية.